# Terra de Oates

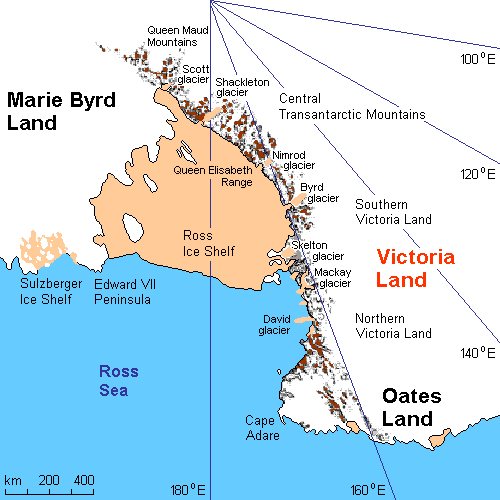
Mapa da área da terra de Oates.

A Costa de Oates (também conhecida como Terra de Oates)  é a porção de costa da  Antártida entre o cabo Hudson e o cabo Williams. A porção oriental desta costa foi descoberta em fevereiro de 1911 pelo Tenente Harry Pennell, da Marinha Real, comandante do navio da expedição Terra Nova durante a Expedição Antártica Britânica, 1910-13. Batizou a costa com o nome do Capitão Lawrence E.G. Oates que, com o Capitão Robert F. Scott e três companheiros da Expedição Antártica Britânica, pereceram na jornada de regresso do Polo Sul em 1912. A porção ocidental da costa, a vizinhança da península Mawson, foi delineada primeiro de fotos aéreas tiradas pela Operação Highjump, 1946-47.
 Este artigo incorpora material em domínio público  de United States Geological Survey   , documento "Terra de Oates" (conteúdo do Geographic Names Information System).